# Klitlandskabet mellem Løkken og Rødhus
Klitlandskabet mellem Løkken og Rødhus er naturområder som er bevaret mellem  de enorme sommerhusbebyggelser ved den populære feriekyst ved Jammerbugten, med badebyerne Løkken, Blokhus og Rødhus i Jammerbugt Kommune i Vendsyssel. Mellem Løkken i nord og Rødhus i syd ligger syv fredede arealer på i alt 415 hektar, som blev fredet i perioden 1962 til 1980.  Det er  åbne områder med klitheder, slugter, enge og græsarealer som giver sommerturister og naturgæster stadig mulighed for at opleve lidt af landskabets oprindelige udseende. De fredede arealer, der bærer navne som Munkens Klit, Lille Norge, Pirupshvarre og Sandmosen, har et interessant plante- og dyreliv og er et besøg værd på alle årstider.             

## Landskabet
Hele landskabet er såkaldt hævet havbund, altså et område der tilbage i stenalderen var dækket af havet. Siden hen er det blevet tørlagt ved landhævning, og udgør nu en stor, flad slette mellem Lønstrup Klint i nord og Svinkløv i sydvest, der i stenalderen var store øer i havet. I dag består det kystnære landskab af nogle veludviklede klitrækker med forklit, hvid klit og grøn klit. Bag klitrækkerne er der klitheder og agerland med moser og søer. Store dele af de fredede områder i baglandet, bag klitterne, består af græsningsarealer.    

## Plantelivet
Længst ude mod havet, i den hvide klit, er der ikke meget andet end den hårdføre Sand-Hjælme, der kan gro. Den er god til at holde på sandet og dermed dæmpe sandflugten. Planten har lange, dybtgående rødder, der ligefrem udfordres til forøget vækst, når den dækkes af sand. Man kan dog også finde sandskæg, sand-star og smalbladet høgeurt ude i de første klitrækker.
Lidt længere inde, i den grå klit, findes flere græsser, mosser, laver og blomstrende urter, for eksempel håret høgeurt, almindelig kongepen, almindelig røllike, smalbladet timian, sand-rottehale, almindelig hvene, gul snerre og nikkende kobjælde.
Endnu længere inde, på den mere flade klithede, begynder revling og hedelyng at dominere. Her vokser også klokkelyng, mosebølle, kæruld og klokke-ensian. I de våde klitlavninger, hvor der kan stå vand om vinteren, vokser der blandt andet orkidéer som bakke-gøgeurt og plettet gøgeurt, foruden rundbladet- og liden soldug. De to sidstnævnte er insektædende.

## Dyreliv
I opskyllet på stranden kan man finde forskellige slags muslingeskaller, rokkeæg, der ligner små, sorte pakker, og af og til en parasitisk haj-langhals, fæstnet på et stykke drivtømmer. Ræven lusker ofte rundt i sommerhusområderne. Der er også hare, husmår og rådyr i området, og markfirben og hugorm ses nu og da. Blandt insekterne finder man dem der typisk foretrækker klitter og tørre overdrevsområder. Særlig karakteristisk er den gule engmyres tuer på de åbne områder, og bjørnespindere i havtornekrattene.
Blandt de mere interessante ynglefugle skal nævnes storspove, som er Danmarks største vadefugl og kan kendes på sit kraftige, krumme næb. Vibe, engpiber og rødrygget tornskade er andre spændende ynglefugle på klithederne. Tårnfalk og musvåge søger ofte føde på de åbne arealer. I krattene yngler mange småfugle, såsom tornsanger, bynkefugl, gulbug og tornirisk. I fuglenes træktider ses ofte rastende vadefugle på stranden, blandt andet forskellige arter af ryler og klirer.

## Kulturhistorie
Fra sidst i 1500-tallet havde Aalborgs købmænd boder ved kysten, blandt andet til brug for saltning af fisk. Senere blev der drevet skudefart med Norge flere steder direkte fra kysten, hvilket navne som Lille Norge vidner om.
De første turister var kunstnere og forfattere, og senere kom folk fra det bedre borgerskab for at få frisk luft og havbade. Det skete i løbet af 1800-tallet. Først senere begyndte almindelige mennesker at tage til havet som turister, blandt andet på grund af ferieloven fra 1938, der for første gang gav alle arbejdere feriedage med løn. Det var i begyndelsen udelukkende sommergæster der badede, mens den lokale befolkning undrende så til. Fra barnsben havde de fået indprentet en dyb respekt for havet, så selv børnene fik kun lov til at soppe i strandkanten.
Efter 1. verdenskrig begyndte man at opføre sommerhuse ude i klitterne. I 1930'erne kom der mere fart over udstykningen af sommerhusgrunde, og specielt i 1960'erne og 70’erne gik det stærkt, sideløbende med den generelle velfærdsstigning. Resultatet blev en voldsom forandring af kystlandskabet mange steder, og ikke altid i en positiv retning, som man kan se i dag.
Langs kysten ses tydelige kulturspor fra 2. verdenskrig, i form af de tyske bunkers, der var en del af Atlantvolden og skulle beskytte mod en engelsk invasion fra havet. Nogle er ved at skride ud i havet, mens mange andre allerede ligger begravet i havbunden langt fra kysten.

## Fredningerne
Mellem Løkken i nord og Rødhus i syd ligger syv fredede arealer på i alt 415 hektar, som blev fredet i perioden 1962 til 1980. Munkens Klit på 50 hektar blev fredet i 1976 for at bevare en grøn kile mellem sommerhusbebyggelserne. Kettrup Klit på 17 hektar blev fredet i 1965, blandt andet for at give offentligheden adgang til stranden i et tætbebygget sommerhusområde. De to fredninger Dybdal og Lille Norge på tilsammen 55 hektar ligger ved siden af hinanden og blev fredet i henholdsvis 1962 og 1965 for at bevare området i en naturtilstand. Fårup Klit på omkring 6 hektar blev fredet i 1975 for at bevare et intakt klitområde. Det 66 hektar store areal ved navn Pirupshvarre nord for Blokhus blev fredet i 1980 for at sikre og bevare de landskabelige og naturvidenskabelige værdier, og for at sikre offentligheden adgang til det. Mellem Blokhus og Rødhus Ferieby ligger et 221 hektar stort område ved navn Sandmosen III, som blev fredet i 1974 for at bevare de naturhistoriske værdier.

## Eksterne kilder og henvisninger
- Om landskabet og fredningerne på fredninger.dk

57°17′54.6″N 9°38′37.44″Ø / 57.298500°N 9.6437333°Ø